# Немчинова, Наталия Ивановна
Немчинова Наталия Ивановна (14(26) декабря 1892, Оренбург — 5 ноября 1975, Москва) — русская советская переводчица

.

## Биография
Наталия Ивановна Немчинова (урожд. Евфимовская) родилась 14(26) декабря 1892 года в г. Оренбурге. Ее отец Иван Иванович Евфимовский-Мировицкий (1839—1905), потомственный дворянин Черниговской губернии, был историком, краеведом, журналистом, почетным членом Оренбургской ученой архивной комиссии. Закончив Черниговскую духовную семинарию и Санкт-Петербургский университет в 1869 году, проработав некоторое время в канцелярии обер-прокурора Синода и министра народного просвещения, он получил назначение в Оренбургскую духовную консисторию. В Оренбурге он с 1876 года издавал газету либерального направления «Оренбургский листок».
В 1917 году Наталья Ивановна закончила Бестужевские женские курсы в Петрограде. В 20-е годы переехала в Челябинск. Следующей ступенью ее образования стал Московский институт иностранных языков (1932). Первые переводы с французского были опубликованы в 1934 году. Она активно переводила французскую классику: Ф. Стендаля («Пармская обитель»), О. Бальзака («Шуаны», «Гобсек»), Э. Золя («Жерминаль»), Г. Мопассана («Монт-Ориоль»). Во время Великой Отечественной войны в 1942 году вступила в ВКП(б). Впоследствии работала над переводами современных французских авторов — Ф. Мориака («Дорога в никуда», 1957; «Клубок змей», 1957), Ф. Эриа («Семья Буссардель», книга первая, 1961), Э. Базена («Змея в кулаке», первый том дилогии «Семья Резо», 1965).
Скончалась в Москве 5 ноября 1975 года.

## Переводы
- Шатобриан А. Бриера. Предисл. Л. Сейфуллиной. М., 1936.
- Стиль А. «Сена» вышла в море. М., 1951. (совм. с Н. Жарковой).
- Вайян Р. Пьеретта Амабль. М., 1956. (совм. с Н. Жарковой).
- Мольер Ж.-Б. Скупой // Мольер Ж.-Б. Собрание сочинений. Т. 2. М., 1957.
- Арагон Л. Пассажиры империала // Арагон Л. Собрание сочинений. Т. 2. М., 1958.
- Арагон Л. Коммунисты // Арагон Л. Собрание сочинений. Т. 5-7. М., 1959. (совм. с Н. Жарковой, Н. Касаткиной, А. Татариновой).
- Руссо Ж.-Ж. Юлия, или Новая Элоиза // Избранные сочинения. Т. 2. М., 1961. (совм. с А. А. Худадовой).
- Шаброль Ж. П. Божьи безумцы. М., 1963.
- Моруа А. Прометей, или Жизнь Бальзака. М., 1967. (совм. с Я. З. Лесюком).